# Gastrocalyx ampullatus
Gastrocalyx ampullatus là loài thực vật có hoa thuộc họ Cẩm chướng. Loài này được (Boiss.) Schischk. mô tả khoa học đầu tiên năm 1919.